# San José Limoncito
San José Limoncito es una localidad del municipio de Reforma ubicado en el noroeste del estado mexicano de Chiapas.

## Geografía
La localidad de San José Limoncito se sitúa en las coordenadas geográficas 17°51′53″N 93°16′34″O / 17.864722, -93.276111, a una elevación de 28 metros sobre el nivel del mar.

## Demografía
Según el Conteo de Población y Vivienda 2020, efectuado por el Instituto Nacional de Estadística y Geografía, la localidad de San José Limoncito tiene 290 habitantes, de los cuales 137 son del sexo masculino y 153 del sexo femenino. Su tasa de fecundidad es de 3.02 hijos por mujer y tiene 88 viviendas particulares habitadas.
| Gráfica de evolución demográfica de San José Limoncito entre 1970 y 2020 |
|                                                                          |
| INEGI.                                                                   |